# Hold On (canción de KT Tunstall)
«Hold On» es una canción de rock alternativo grabada por la cantante escocesa KT Tunstall.  La canción fue escrita por Tunstall y producida por Steve Osbourne para su segundo álbum de estudio Drastic Fantastic. La canción fue lanzada como el primer sencillo del álbum el 16 de julio de 2007 en Estados Unidos y el 13 de agosto de 2007 en Canadá. Fue lanzado en formato CD y en vinilo de 7" en el Reino Unido el 27 de agosto de 2007.

## Recepción crítica
"Hold On" recibió distintos comentarios de críticos de la música. Susan Visakowitz de Billboard.com llamó a la canción como "una estimulación de tres minutos" e "infecciosa y convincente". Michael Slezak en un comentario para Entertainment Weekly estuvo poco impresionado con la canción, alegando que "la melodía carece del chasquido inmediato, crujdo, pop de sus hits anteriores". Esta canción estuvo en el puesto #55 en la lista de las 100 mejores canciones de 2007 de Rolling Stone.